# 艾瑞克·林達爾
艾瑞克·罗伯特·林達爾（Erik Robert Lindahl，1891年11月21日—1960年1月6日）是瑞典經濟學家，斯德哥爾摩學派的一員。艾瑞克·林達爾主要成就為林達爾均衡、公共財研究。